# Un disco dei Platters - Romanzo di un maresciallo e una regina
Un disco dei Platters - Romanzo di un maresciallo e una regina è un romanzo di genere giallo degli scrittori italiani Francesco Guccini e Loriano Macchiavelli, il secondo con protagonista l'ex-maresciallo dei carabinieri Benedetto Santovito.

## Edizioni
- Francesco Guccini, Loriano Macchiavelli, Un disco dei Platters. Romanzo di un maresciallo e una regina, collezione Scrittori Italiani, Arnoldo Mondadori Editore, 1998,  pp. 334, cap. 29, ISBN 88-04-45062-2.